# Gustaf Cederwall
Gustaf Ivar Cederwall (stavas även Gustav), född 17 maj 1863 i Hedvig Eleonora församling, död 11 maj 1928 i Brännkyrka församling, var en svensk skulptör och bildhuggare huvudsakligen verksam i Stockholm.

## Familj

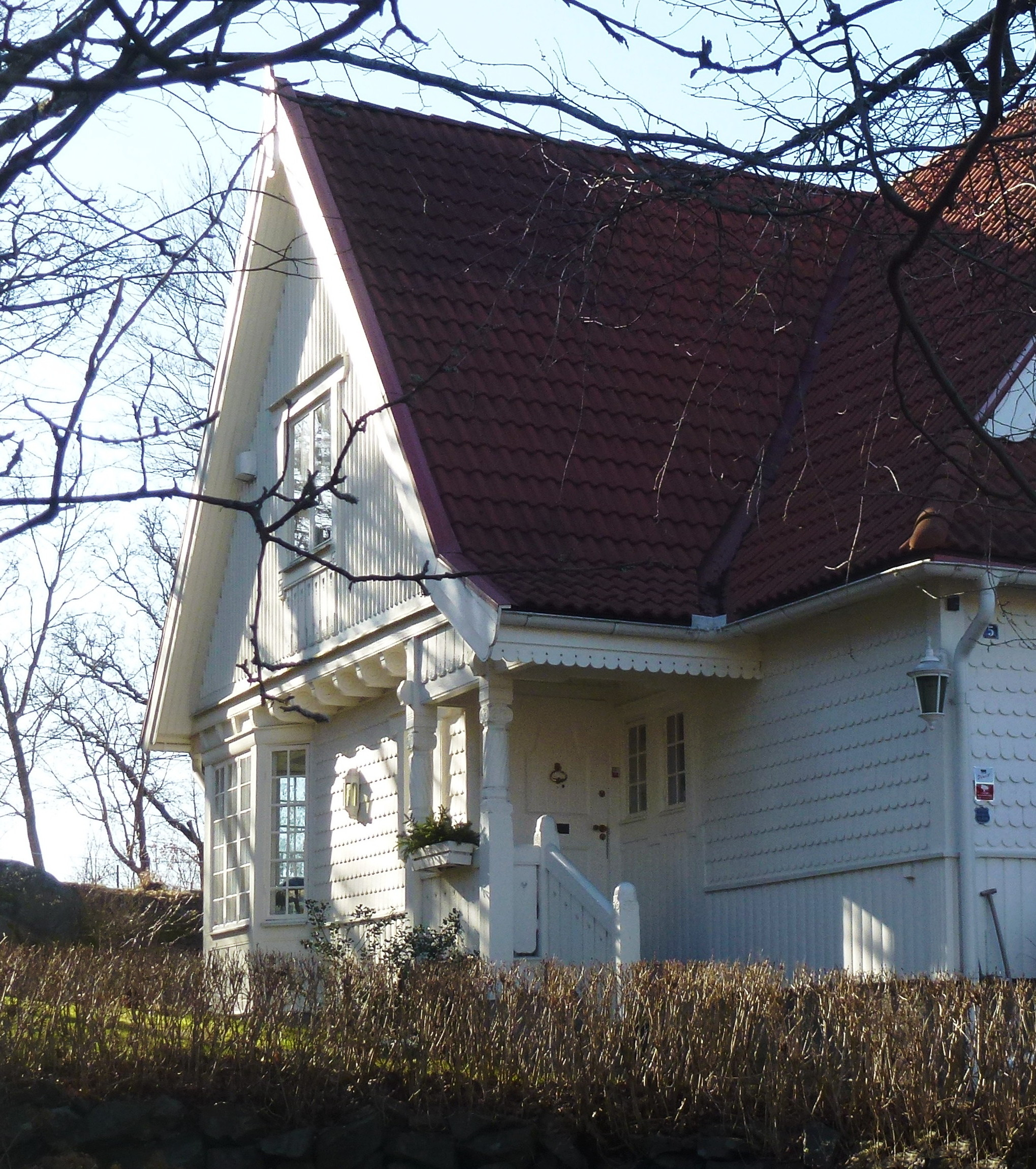
Cederwalls villa i Älvsjö.

Hans far var snickarmästaren Johan Eric Cederwall, modern hette Johanna Charlotta (född Wallin). 1890 gifte han sig med Gertrud (född Örling). Paret fick barnen Johan Erik, Svea Ragnhild, Sven Gustaf, Bror Ivar, Signe Elisabeth och Gertrud Lydia. År 1912 stod villan i Älvsjö färdig efter fyra års byggtid. Här hade Cederwall sin ateljé med takfönster. Arkitekturen inspirerades av den rådande nationalromantiken. Byggnadens fasader var ursprungligen behandlade med tjära (senare ommålades de i vitt). Huset valdes 2011 bland drygt 200 kandidater av tidningen Vi i villa till Sveriges vackraste villa. Cederwall avled i maj 1928 och ligger begravd på Norra begravningsplatsen i Solna. Gravstenens reliefporträtt är skapat av honom själv.

## Verk
De båda stora gjutjärnskandelabrar utanför Kungliga Operan i Stockholm formgav Cederwall också år 1900. Det var ursprungligen fyra gaslyktor som stod runt Gustav II Adolfs staty. Han formgav även de trapplyktor som finns inne i Operan, de lyktorna är burna av putti i huvudtrappan.
Skulpturen och fontänen "Pojke med snäcka" som står på Saltsjötorget i Södertälje utfördes 1911 och tillskrivs Cedervall.
Ett omfattande arbete ägnade han 1925 åt utsmyckningarna i Stockholms konserthus, där han var nära medarbetare till konserthusarkitekten Ivar Tengbom. I Stora salen modellerade han bland annat de förgyllda kapitälen, som tillverkades av Herman Bergmans konstgjuteri. I Grünewaldsalen skapade han de kraftfulla pilastrarna i stuck i tak och på väggar och som delar in väggarna i fält.
Till Tändstickspalatset, som invigdes 1928, och ligger på Västra Trädgårdsgatan 15, och där Ivar Tengbom också var arkitekt, ritade han portikens smidesgrindar tillsammans med Robert Hult och formgav kolonnernas kapitäl. Uppdraget var ett av hans sista arbeten.
Ibland uppges det felaktigt att det var Gustaf Ivar Cederwall som gjort Riksbankslejonen. Det är emellertid felaktigt. De är skapades av konstnären Gustav Fredrik Norling.

## Representerad
Han är representerad på Nationalmuseum med tre mindre skulpturer i zink och brons.

## Bilder, verk (urval)

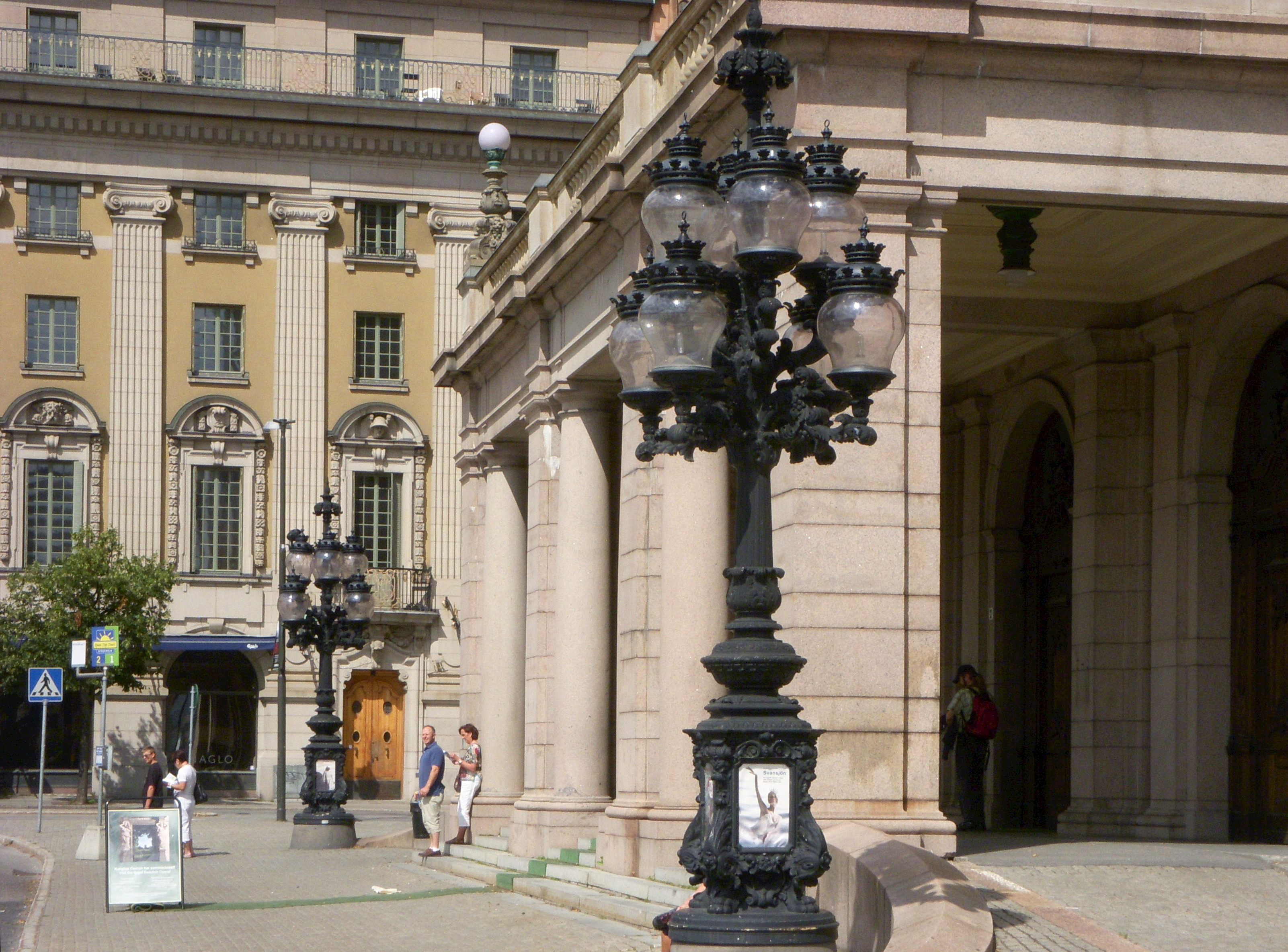
Utanför Kungliga Operan, gjutjärnskandelabrar.
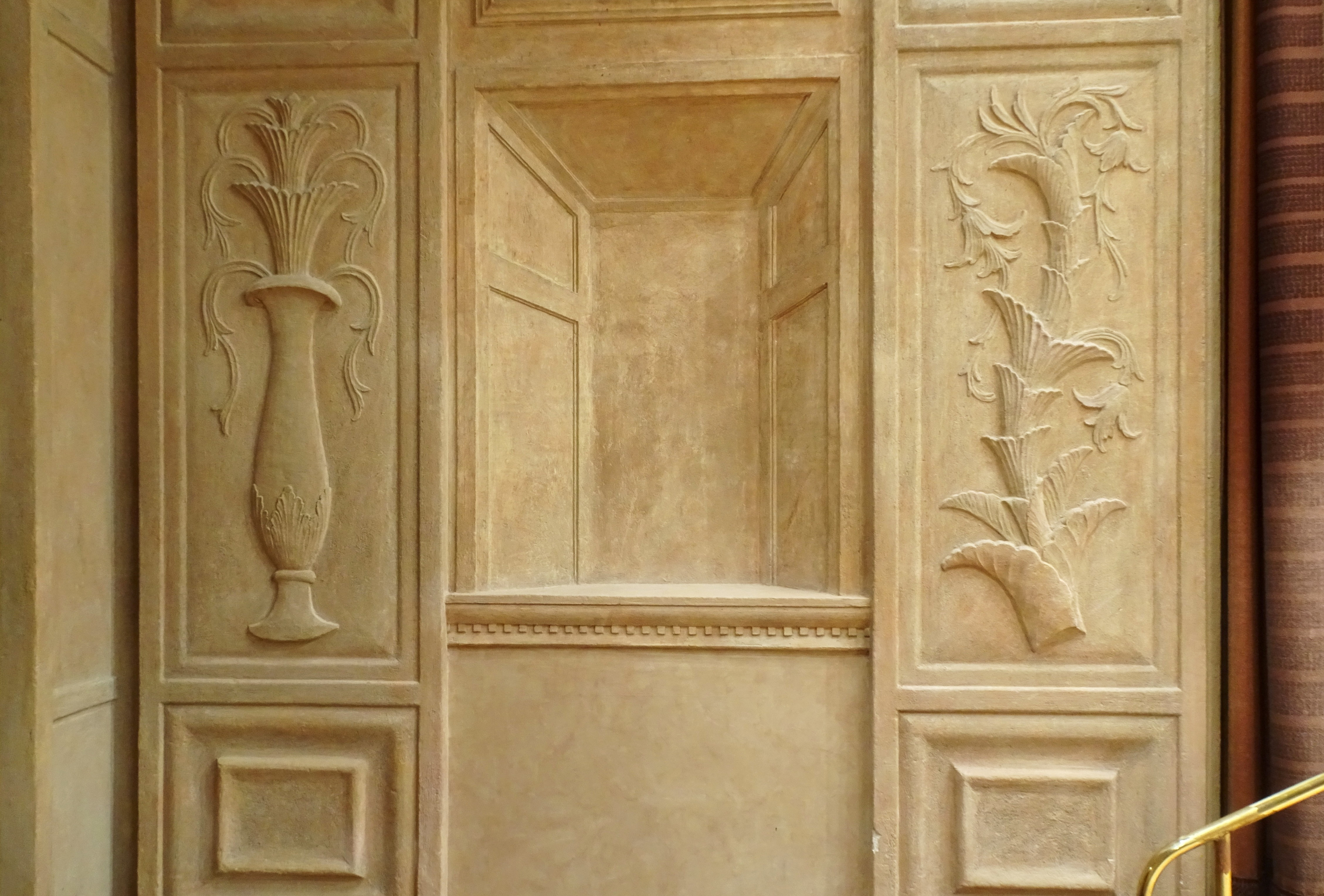
Grünewaldsalen i Stockholms konserthus, stuck.
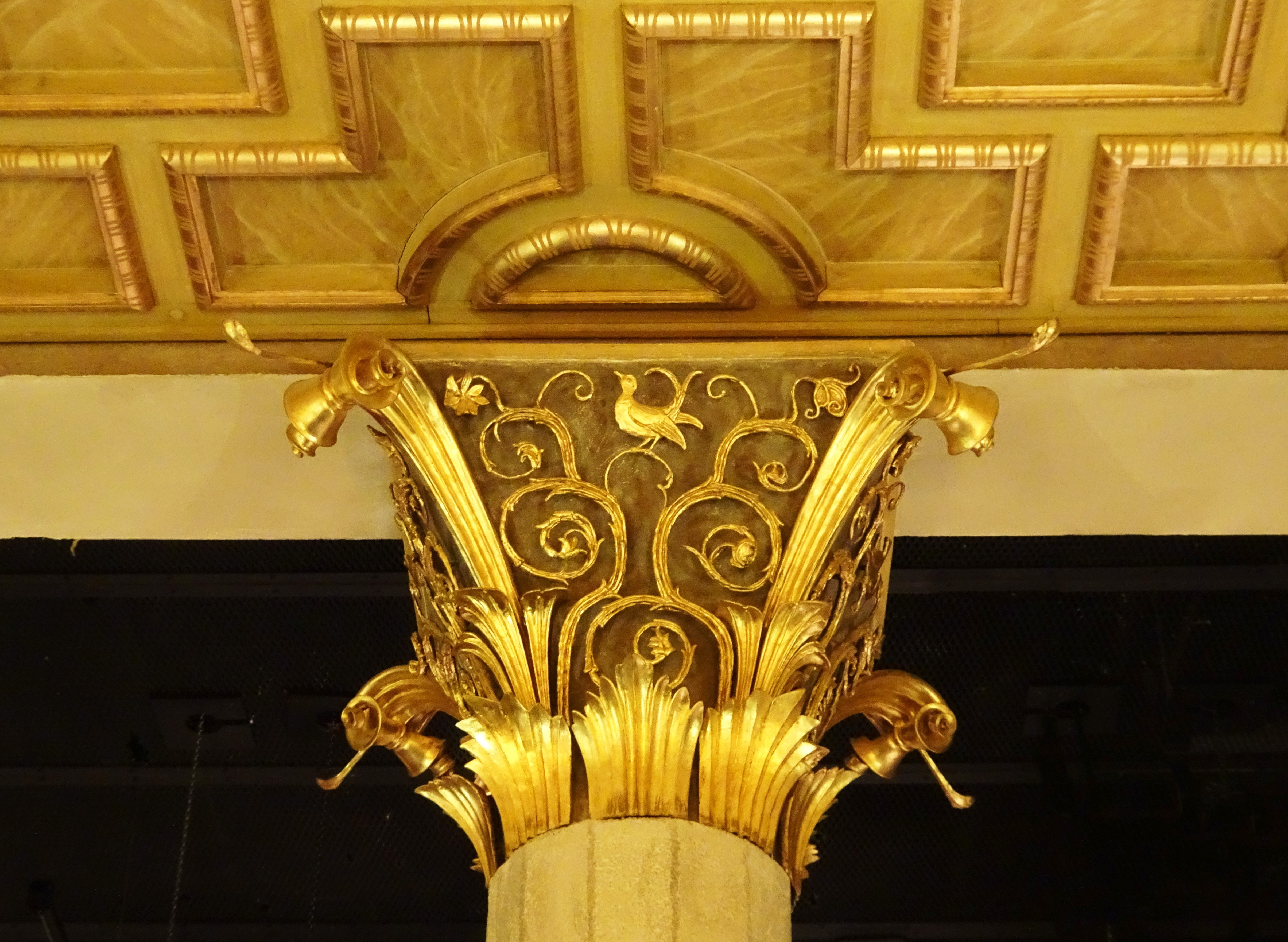
Stora salen, Stockholms konserthus, kapitäl.
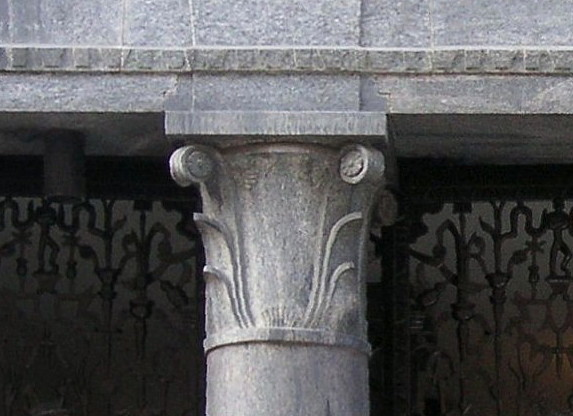
Tändstickspalatsets portik, kolonnernas korintiska kapitäl formgavs av Gustaf Cederwall.
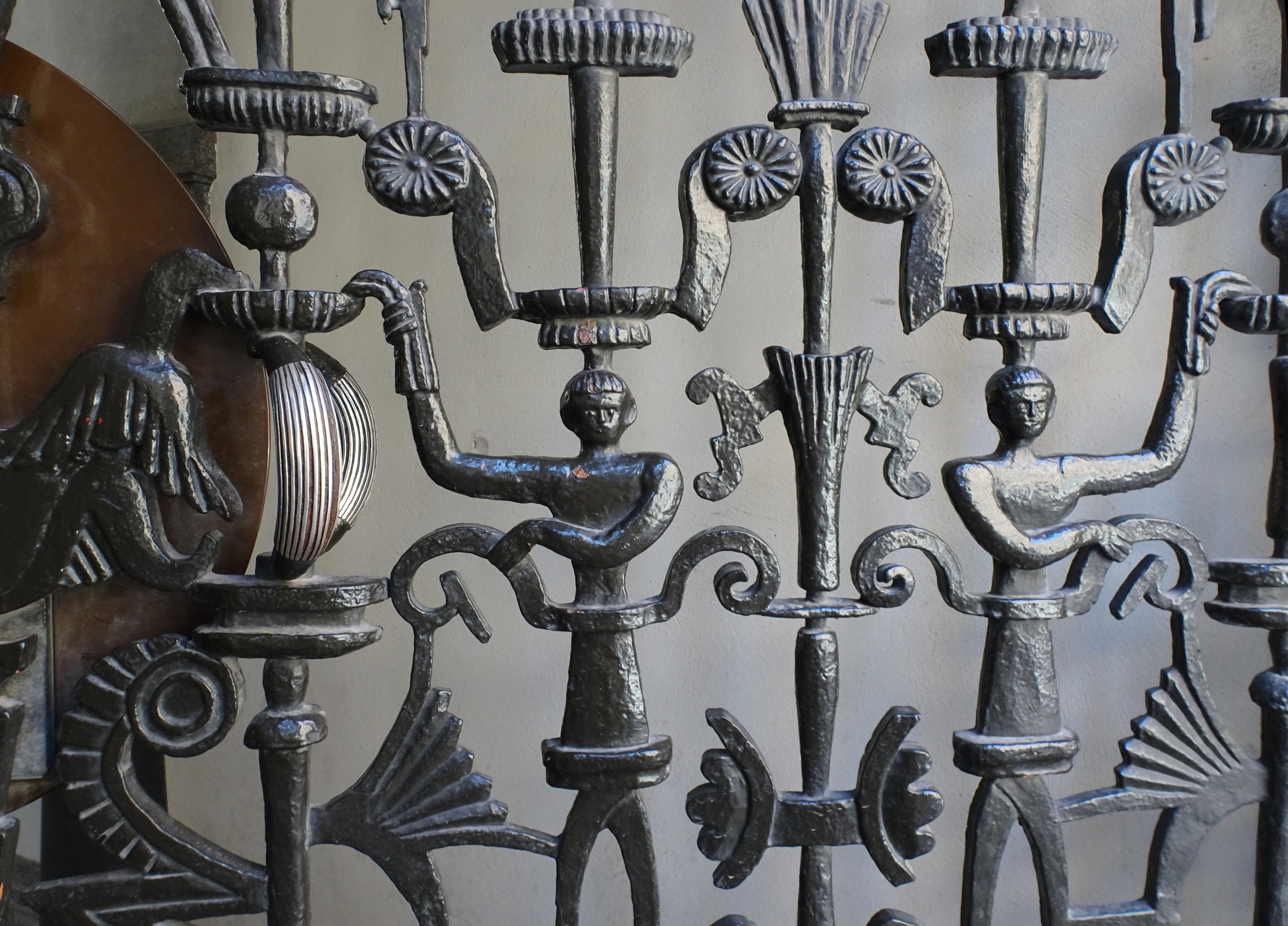
Tändstickspalatsets entré, portikens smidesgrindar ritades av Gustaf Cederwall tillsammans med Robert Hult.